# Lungfiskar
Lungfiskar (Dipnoi) är en grupp fiskar med välutvecklade och kärlrika luftsäckar som fungerar som lungor. Genom sin förmåga att andas luft och tillgodogöra sig atmosfäriskt syre kan de leva i syrefattiga vatten. Idag levande arter: Australiensisk lungfisk, Neoceratodus forsteri, sydamerikansk lungfisk, Lepidosiren paradoxa och fyra afrikanska arter i släktet Protopterus,  varav P. annectens är känd som Afrikansk lungfisk av akvarister.
Fossilt förekommer en mängd olika arter av lungfiskar. Under mesozoikum förekom däremot en mängd arter inom släktet Dipterus.
Arterna har sina näsborrar på huvudets framsida. De saknar överkäke och Praemaxillare. Djurgruppens medlemmar har hårda plåtar istället för tänder. Typisk är fjäll som är täckta med överhud. Ryggfenorna, stjärtfenan och analfenan är sammanlänkade som en krans. Bredvid lungan har arterna gälar.
Honan lägger omkring 5000 ägg per tillfälle som har en diameter av ungefär 7 mm. Beroende på art göms de i en tunnel eller på undersidan av blad från vattenväxter.
Alla kräldjur, fåglar och däggdjur härstammar från en lungfiskart som för 365 miljoner år sedan blev av med behovet att leva en del av sitt liv under vatten.
Ordningar och familjer:
- Ceratodontiformes
  - Neoceratodontidae, med en art, Australiensisk lungfisk
- Lepidosireniformes
  - Lepidosirenidae, med en art, Lepidosiren paradoxa
  - Protopteridae, med ett släkte, Protopterus
    - Protopterus aethiopicus
    - Protopterus amphibius
    - Protopterus annectens
    - Protopterus dolloi